# Got Talent
«Got Talent» — формат телевизионных шоу талантов, созданный британским продюсером Саймоном Кауэллом. Пилотный выпуск вышел на британском телеканале ITV в 2005 году, но выход полноценного шоу был отложен. В итоге такой телеконкурс сначала появился в Америке (назывался America’s Got Talent; первый выпуск вышел 21 июня 2006 года). К настоящему времени передачи в этом формате выходили по лицензии во многих странах мира.
В апреле 2014 года формат Got Talent был занесён в Книгу рекордов Гиннесса как самый успешный формат реалити-шоу в мире. К тому времени телеконкурсы в нём выходили в 58 странах.